# Карл Оберг
Карл Альбрехт Оберг (нім. Karl Albrecht Oberg; 27 січня 1897, Гамбург — 3 червня 1965, Фленсбург) — вищий керівник СС і поліції у Франції, обергруппенфюрер СС і генерал поліції (1 серпня 1944), генерал військ СС (10 березня 1945).

## Біографія

### Ранні роки. Перша світова війна
Син лікаря, професора медицини.
Учасник Першої світової війни, лейтенант, був нагороджений Залізним Хрестом 1-го і 2-го класу. Після війни став членом Фрайкора, познайомився тут з Карлом Штюльпнагелем. Учасник Каппського заколоту.
Керував справами організації Георга Ешеріха «Народне ополчення». Згодом працював на паперовій і дріжджовій фабриках. У 1926—1929 роках співробітник компанії з продажу екзотичних фруктів «Вест-Індійське товариство з продажу бананів», у 1929—1930 роках концесіонер у схожій фірмі «Баньяк». На початку 1930-х років тримав у Гамбурзі тютюнову крамницю.

### Діяльність у нацистській Німеччині
1 серпня 1931 року вступив до НСДАП (квиток № 575 205). 7 квітня 1932 року вступив до СС (квиток № 36 075) і переїхав до Мюнхена. З 1933 р. начальник штабу Гейдріха в СД, шеф головного управління СД в Мюнхені. Учасник Ночі довгих ножів. У листопаді 1935-грудні 1938 рр. командував 22-м полком СС у Мекленбурзі, потім 4-м абшнітом СС в Ганновері. У січні 1939 — квітні 1941 року начальник поліції Цвікау, у квітні — серпні 1941 року начальник поліції Бремена.
З 8 серпня по 13 жовтня 1941 вищий керівник СС і поліції в Радомі, потім з 13 жовтня 1941 по 12 травня 1942 року начальник СС і поліції в Радомському районі. Керував депортаціями євреїв і поляків. З травня 1942 року вищий керівник СС і поліції в Бельгії і Північній Франції, емісар Гіммлера в окупованій Франції. Керував проведенням каральних акцій проти мирного населення, учасників Руху Опору. У січні 1943 року керував руйнуванням старого міста в Марселі. За наказом Оберга в листопаді 1944 року було знищено місто Сен-Дьє.
У ході Змови 20 липня був заарештований, після провалу змови звільнений. У грудні 1944 року після звільнення Франції військами союзників, був переведений на командний пост в групі армій «Вісла», якою командував Гіммлер.

### Після війни
Після капітуляції Німеччини переховувався в сільській місцевості в Тіролі під ім'ям Альбрехта Гайнце. У липні 1945 року заарештований американцями. 11 липня 1946 року засуджений британським військовим трибуналом у Вупперталі за розстріли британських парашутистів до смертної кари, проте потім переданий французьким властям. 9 жовтня 1954 року засуджений у Парижі до смертної кари за військові злочини. Смертна кара в 1958 році була замінена довічним ув'язненням, в 1959 році термін скорочено до 20 років, а в 1963 році Оберг був звільнений.

## Нагороди
- Залізний хрест 1-го класу (1914)
- Залізний хрест 2-го класу (1914)
- Почесний хрест ветерана війни
- Шеврон старого бійця
- Хрест Воєнних заслуг 1-го класу з мечами
- Хрест Воєнних заслуг 2-го класу з мечами
- Кільце «Мертва голова»
- Почесна шпага рейхсфюрера СС